# Country-Musik 1958
Die Liste bietet eine Übersicht über das Jahr 1958 im Genre Country-Musik.

## Ereignisse
Elvis Presley wird zum Militärdienst eingezogen und ab Oktober in Deutschland stationiert.
Jerry Lee Lewis bricht seine Tour durch Großbritannien ab, nachdem die Öffentlichkeit von der Hochzeit des bereits verheirateten Musikers mit seiner 13-jährigen Cousine berichtete.
Billboard ändert sein Auswertungssystem der Charts. Die bisherigen Most Played By Jockeys sowie die Best Sellers in Stores entfallen ab 20. Oktober.

## Top Hits des Jahres

### Number-1-Hits
Die folgende Liste umfasst die Nummer-eins-Hits der Billboard Hot Country Songs des US-amerikanischen Musikmagazines Billboard chronologisch nach Wochenplatzierung.
- 06. Januar – The Story of My Life – Marty Robbins
  - Great Balls of Fire – Jerry Lee Lewis[4]
- 03. Februar – Ballad of a Teenage Queen – Johnny Cash[5]
- 14. April – Oh Lonesome Me / I Can’t Stop Loving You – Don Gibson[6]
- 26. Mai – Just Married – Marty Robbins[7]
- 02. Juni – All I Have to Do Is Dream – The Everly Brothers[8]
- 23. Juni – Guess Things Happen That Way – Johnny Cash[9]
- 21. Juli – Alone With You – Faron Young[10]
- 25. August – Blue Blue Day – Don Gibson[11]
- 08. September – Bird Dog – The Everly Brothers[12]
- 20. Oktober 20 – City Lights – Ray Price[13]

### Weitere große Hits
- All Grown Up – Johnny Horton
- All Over Again – Johnny Cash
- Anna Marie – Jim Reeves
- Are You Really Mine? – Jimmie Rodgers
- Believe What You Say – Ricky Nelson
- Big River – Johnny Cash
- Big Wheels – Hank Snow
- Blue Boy – Jim Reeves
- Breathless – Jerry Lee Lewis
- Claudette – The Everly Brothers
- Color of the Blues – George Jones
- Come In, Stranger – Johnny Cash
- Crying Over You – Webb Pierce
- Curtain in the Window – Ray Price
- Devoted to You – The Everly Brothers
- Don't – Elvis Presley
- Every Time I'm Kissing You – Faron Young
- Falling Back to You – Webb Pierce
- Give Myself a Party – Don Gibson
- Half a Mind – Ernest Tubb
- Hard Headed Woman – Elvis Presley
- Have Blues-Will Travel – Eddie Noack
- He's Lost His Love for Me – Kitty Wells
- Hey, Mr. Bluebird – Ernest Tubb and Wilburn Brothers
- High School Confidential – Jerry Lee Lewis
- House of Glass – Ernest Tubb
- How Do You Hold a Memory – Hank Thompson
- I Beg of You – Elvis Presley
- I Can’t Stop Loving You – Kitty Wells
- I Can't Stop Loving You – Don Gibson
- I Found My Girl in the USA – Jimmie Skinner
- I Love You More – Jim Reeves
- I Want to Go Where No One Knows Me – Jean Shepard
- I'll Make It All Up to You – Jerry Lee Lewis
- Invitation to the Blues – Ray Price
- Is It Wrong (For Loving You) – Warner Mack
- It's a Little More Like Heaven – Hank Locklin
- Jacqueline – Bobby Helms
- Jealousy – Kitty Wells
- Pick Me Up on Your Way Down – Charlie Walker
- What Makes a Man Wander – Jimmie Skinner
- When – Kalin Twins
- Whispering Rain – Hank Snow
- Whole Lotta Woman – Marvin Rainwater
- A Woman Captured Me – Hank Snow
- Would You Care – The Browns
- You Win Again – Jerry Lee Lewis
- You'll Come Back – Webb Pierce
- You're the Nearest Thing to Heaven – Johnny Cash
- Your Name Is Beautiful – Carl Smith

## Alben
- Songs Our Daddy Taught Us – The Everly Brothers
- Wanda Jackson – Wanda Jackson
- The Fabulous Johnny Cash – Johnny Cash
- Sings the Songs That Made Him Famous – Johnny Cash
- Ira and Charlie – The Louvin Brothers

## Geboren
- 21. Februar – Mary Chapin Carpenter
- 24. Februar – Sammy Kershaw
- 28. März – Elisabeth Andreassen
- 23. März – Shelly West
- 03. Juli – Aaron Tippin
- 30. Juli – Neal McCoy
- 06. September – Jeff Foxworthy
- 30. September – Marty Stuart
- 10. Oktober – Tanya Tucker
- 17. Oktober – Alan Jackson
- 28. Dezember – Joe Diffie († 2020)